# Cantuaria insulana
Cantuaria insulana là một loài nhện trong họ Idiopidae.
Loài này thuộc chi Cantuaria. Cantuaria insulana được Raymond Robert Forster miêu tả năm 1968.